# Hãng Việt Phim
Hãng Việt Phim hay Hãng Phim tư nhân của Việt kiều là hãng phim tư nhân Việt Nam do đạo diễn Lê Cung Bắc làm giám đốc. Hãng phim được thành lập vào tháng 8 năm 2004 do ông Hoàng Ngọc Phan, tổng giám đốc Công ty Liên Việt Mỹ, đồng thời là giám đốc sản xuất của hãng.

## Những chức năng
- Giám đốc: Lê Cung Bắc
- Phó giám đốc: diễn viên Ngọc Hiệp

## Những bộ phim của Hãng Việt Phim
- Bẫy tình (2004)
- 39° yêu